# Ronde van Midden-Nederland
De Ronde van Midden-Nederland is een wielerwedstrijd in de provincie Utrecht en is de oudste wielerklassieker van de provincie. De organisatie is ontstaan uit een initiatief van UW & TC De Volharding. In 1952 verwierf de Ronde van Midden-Nederland het predicaat "klassieker" en sinds 1993 is de organisatie overgegaan naar de Stichting Wielerpromotie Midden-Nederland. Jarenlang was "Utrechts Mooiste" een nationale vrije wedstrijd voor elite en beloften. Sinds 2010 is de wedstrijd onderdeel van de UCI Europe Tour. In 2015 is een tweede dag toegevoegd met een ploegentijdrit. Sindsdien valt de wedstrijd in de categorie UCI 2.2. In 2018 was de ronde weer een eendaagse wedstrijd en viel het weer in de categorie 1.2.
De wedstrijd kenmerkt zich door een afwisselend parcours met de heuveltjes van de Utrechtse heuvelrug en de dijken tussen Amerongen en Nieuwegein.
De wedstrijd is voor het eerst verreden op 17 mei 1948. De 43e ronde werd nooit uitgereden. Door zware hagelbuien en verscheidene blikseminslagen gelastte de wedstrijdleiding de wedstrijd af. 

## Lijst van winnaars

### Meervoudige winnaars
| Overwinningen | Renner           | Land      | Jaren            |
| ------------- | ---------------- | --------- | ---------------- |
| 3             | Wim Stroetinga   | Nederland | 2005, 2011, 2014 |
| 2             | Hein van Breenen | Nederland | 1950, 1951       |
| 2             | Godert de Leeuw  | Nederland | 1991, 1993       |

### Overwinningen per land
| Overwinningen | Land                                                        |
| ------------- | ----------------------------------------------------------- |
| 52            | Nederland                                                   |
| 3             | België                                                      |
| 1             | Denemarken, Duitsland, Litouwen, Polen, Verenigd Koninkrijk |